# Bollène
Bollène (occitanska: Bolena) är en kommun i departementet Vaucluse i regionen Provence-Alpes-Côte d'Azur i sydöstra Frankrike. Kommunen ligger i kantonen Bollène som tillhör arrondissementet Avignon. År 2022 hade Bollène 13 871 invånare.

## Befolkningsutveckling
Antalet invånare i kommunen Bollène
| Referens: INSEE |